# There's No Disgrace Like Home
"There's No Disgrace Like Home" är det fjärde fullängdsavsnittet av den amerikanska tecknade komediserien The Simpsons. Avsnittet handlar om familjen Simpsons relationer, ilska och jämförelser med andra familjer. Avsnittet sändes för första gången på FOX den 28 januari 1990.

## Handling
Homer Simpson tar med sig familjen på picknick på sin chefs, Montgomery Burns, herrgård, Burns manor. Som den grymma och tyranniska chef Burns är, avskedar han alla anställda vars familjer inte ser ut att trivas där. Homer ser att Burns uppskattar en familj där alla behandlar varandra med kärlek och respekt, och Homer undrar varför han har förbannats med sin oälskande och respektlösa familj. Picknicken blir en katastrof; sonen Bart plågar svanarna, dottern Lisa dricker ur fontänen och hustrun Marge blir full och dansar medan en orkester spelar. Senare är Bart nära ett vinna en säcklöpning (som det var meningen att Burns skulle vinna) men Homer lyckas stoppa honom.
Familjen Simpson går senare under kvällen runt på sin gata och spionerar på de andra familjerna, där Homer visar hur de umgås och har trevligt med varandra. Det börjar bra, men i det andra huset hämtar en man sitt gevär efter att han har hört något i buskarna. De blir senare rapporterade till polisen för att ha stört kvarteret. Övertygad om att både han och hans familj är patetiska, stannar Homer till på Moe's Tavern, där han ser en reklamfilm för Dr. Marvin Monroes Family Therapy Center (en polishund som kommer in på Moe's Tavern och känner igen lukten morrar åt Homer, men han lyckas förklara sig med att han har kött i fickorna). När han hör att dr. Monroe garanterar "familjelycka eller dubbla pengarna tillbaka", lägger Homer barnens collegepengar och pantsätter TV:n för att få råd att ta familjen till kliniken; de är dock väldigt arga på honom för detta.
När standardmetoderna visar sig vara värdelösa på att försöka få familjen samman, försöker dr. Monroe med chockterapi och kopplar samman familjen med elektroder. Det dröjer inte lång stund innan hela familjen sitter och ger varandra elchocker, vilket till slut leder till strömavbrott i hela staden. Övertygad om att familjen är obotlig, betalar Monroe motvilligt tillbaka dubbla pengarna. Med 500 dollar på fickan tar Homer med sig sin lyckliga familj för att köpa en ny TV.

## Produktionen
"There's No Disgrace Like Home" visar tydliga tecken på att vara ett av de allra första simpsonsavsnitten. Figurerna beter sig annorlunda än hur de är i senare avsnitt. Lisa är snobbig, Marge blir full och Homer oroar sig över att hans familj får honom att framstå som en dålig familjefar. Det är ett tidigt avsnitt för Mr. Burns, hans röst var annorlunda än hur den skulle låta senare. Från början var hans figur inspirerad av Ronald Reagan, men de liknelserna kom senare att upphöra. Idén med hur han skulle ta emot gästerna med registerkort var inspirerad av hur Reagan brukade hälsa på folk. I detta avsnitt får man för första gången höra Mr. Burns säga "release the hounds". Här medverkar även poliserna Eddie och Lou för första gången, Lou är dock inte mörkhyad utan gul som de andra. Lou fick sitt namn efter Lou Whitaker - en före detta Major League Baseballspelare. Itchy and Scratchy gör sin första medverkan i ett fullängdsavsnitt, innan hade de dock medverkat i kortfilmerna.
Idén till scenen där familjen börjar ge varandra elchocker togs från en film med Helan och Halvan där de kastade pajer på varandra, fast här var det lite mer sadistiskt. Scenen arrangerades om i redigeringsrummet, eftersom den såg annorlunda ut när den producerades första gången. Klippen som gjordes till den färdiga versionen var tänkta som tillfälliga, de såg dock bra ut och behölls oändrade.

## Kulturella referenser
Scenen där familjen kommer till Burns Manor innehåller två kulturella referenser. Herrgården har samma utseende som Kanes slott i Orson Welles Citizen Kane från 1941. När de nämner det "stately Burns Manor (ståtliga Burns herrgård) är det en referens till "Stately Wayne Manor" i Läderlappen. När familjen åker därifrån, fantiserar Homer om hur familjen säger "one of us" (en av oss), detta är en referens till Tod Brownings kultskräckklassiker Freaks.

## Mottagande
Författarna till boken I Can't Believe It's a Bigger and Better Updated Unofficial Simpsons Guide, Warren Martyn och Adrian Wood, säger: "Det är väldigt konstigt att se Homer pantsätta TV:n i ett försök att rädda familjen; om detta avsnitt hade kommit senare hade det antagligen varit Marge som hade gjort det". De fortsätter, "en ordentlig känga åt familjerådgivare med några bra delar; vi är speciellt varma för den perfekta versionen av familjen Simpson och terapin med elchockerna"." I en DVD-recension av den första säsongen, ger David B. Grelck avsnittet betyget 2.0/5.0, vilket placerar det bland säsongens sämsta.
Avsnittet skulle komma att bli ett av de första som sågs av brittiska tittare. Det var det första avsnittet som sändes av BBC, kl. 17:30, lördagen den 23 november 1996. Fem miljoner såg avsnittet, vilket var lite färre än programmet Krutgubbar (Dad's Army), som tidigare innehaft den sändningstiden. Avsnittet fick också konkurrens från ITV:s visning av Sabrina tonårshäxan.
Scenen där familjen ger varandra elchocker skulle senare tas med i filmen Die Hard 2.